# Roussennac
Roussennac est une commune française située dans le département de l'Aveyron en région Occitanie.

## Géographie

### Localisation
Roussennac est bordé au Sud par l'Alzou. Le village est situé sur la route départementale 994, entre la Remise au Sud et Montbazens.

### Communes limitrophes
Les communes limitrophes sont Anglars-Saint-Félix, Bournazel, Lugan, Montbazens, Rignac et Vaureilles.

### Hameaux
Les Alaris, La Bésie, Bezanes, Le Batut, Camboulas, Crayssac, Esclavissac, Espeilhac, La Gabouyte, Lagarrigue, Laumière, Mas Del Bosc, Mas de Garrigol, Le Moulin de Roudillou, La Planque, Le Pomaret, Les Rives, La Roubénie, Saint-Martin, Salviganes, Le Ségala, Spourtels.

### Hydrographie

#### Réseau hydrographique

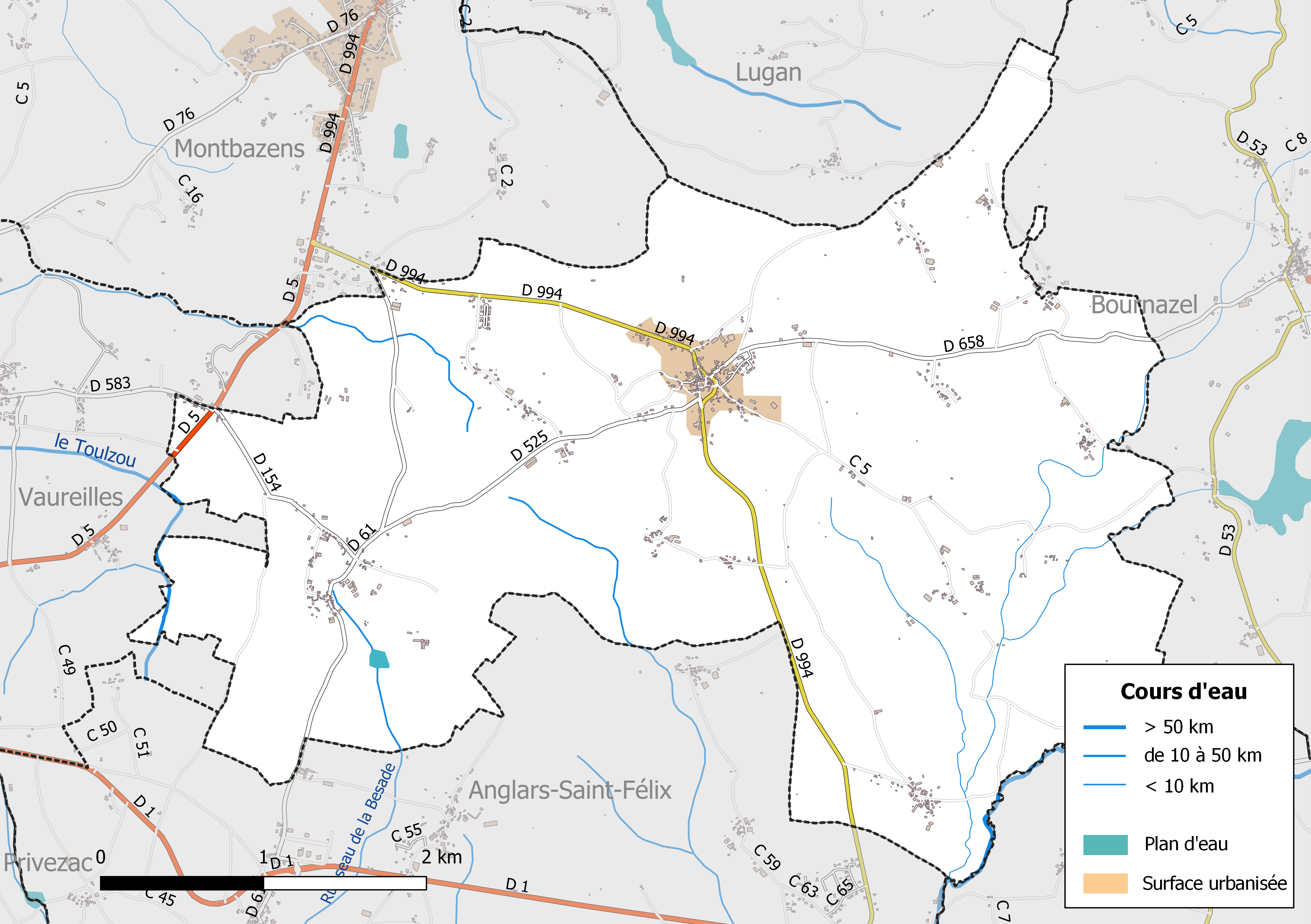
Réseaux hydrographique et routier de Roussennac.

La commune est drainée par l'Alzou, le Toulzou, le ruisseau de la Besade et par divers petits cours d'eau.
L'Alzou, d'une longueur totale de 43,9 km, prend sa source dans la commune de Goutrens et se jette  dans l'Aveyron à Villefranche-de-Rouergue, après avoir arrosé 11 communes.
Le Toulzou, d'une longueur totale de 14,7 km, prend sa source dans la commune de Vaureilles et se jette  dans le ruisseau des Barthes à Salles-Courbatiès, après avoir arrosé 7 communes.

#### Gestion des cours d'eau
La gestion des cours d’eau situés dans le bassin de l’Aveyron est assurée par l’établissement public d'aménagement et de gestion des eaux (EPAGE) Aveyron amont, créé le 1er janvier 2017, en remplacement du syndicat mixte du bassin versant Aveyron amont,,.

### Climat
Pour des articles plus généraux, voir Climat de l'Occitanie et Climat de l'Aveyron.
En 2010, le climat de la commune est de type climat océanique altéré, selon une étude s'appuyant sur une série de données couvrant la période 1971-2000. En 2020, Météo-France publie une typologie des climats de la France métropolitaine dans laquelle la commune est exposée à un climat de montagne et est dans la région climatique Sud-est du Massif Central, caractérisée par une pluviométrie annuelle de 1 000 à 1 500 mm, minimale en été, maximale en automne.
Pour la période 1971-2000, la température annuelle moyenne est de 11 °C, avec une amplitude thermique annuelle de 15,4 °C. Le cumul annuel moyen de précipitations est de 1 072 mm, avec 12,4 jours de précipitations en janvier et 6,8 jours en juillet. Pour la période 1991-2020, la température moyenne annuelle observée sur la station météorologique la plus proche, située sur la commune de Colombiès à 14 km à vol d'oiseau, est de 11,5 °C et le cumul annuel moyen de précipitations est de 989,2 mm,. Pour l'avenir, les paramètres climatiques de la commune estimés pour 2050 selon différents scénarios d'émission de gaz à effet de serre sont consultables sur un site dédié publié par Météo-France en novembre 2022.

### Milieux naturels et biodiversité

#### Sites Natura 2000

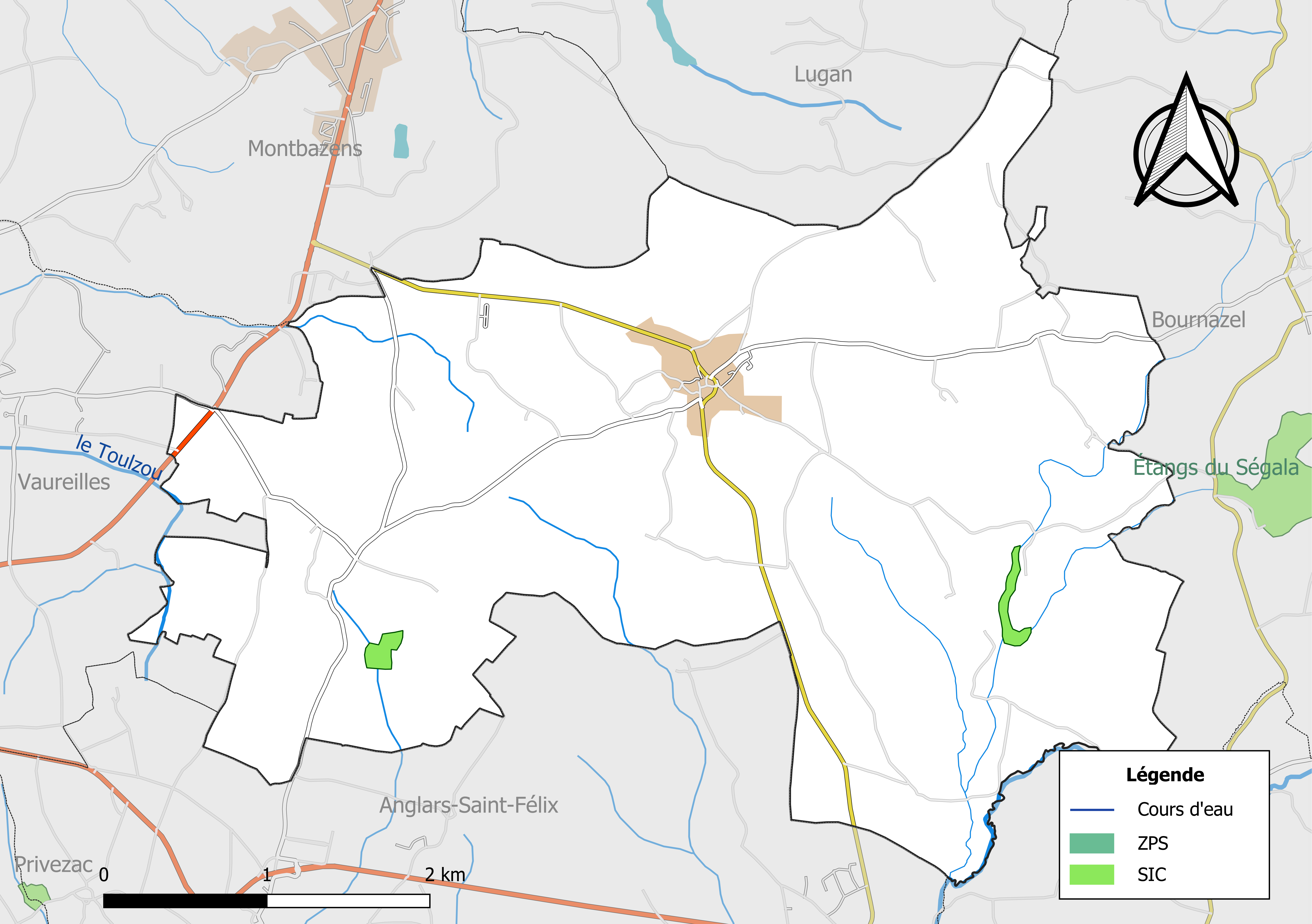
Sites Natura 2000 sur le territoire communal.

Le réseau Natura 2000 est un réseau écologique européen de sites naturels d’intérêt écologique élaboré à partir des Directives « Habitats » et « Oiseaux ». Ce réseau est constitué de Zones spéciales de conservation (ZSC) et de Zones de protection spéciale (ZPS). Dans les zones de ce réseau, les États Membres s'engagent à maintenir dans un état de conservation favorable les types d'habitats et d'espèces concernés, par le biais de mesures réglementaires, administratives ou contractuelles.
Un site Natura 2000 a été défini sur la commune au titre de la « directive Habitats » : 
Les « Étangs du Ségala », d'une superficie de 52,4 ha, sont constitués de milieux aquatiques artificiels, créés à différentes périodes historiques : XIVe et XVe siècles. Les étangs de Privezac et de Bournazel renferment quelques magnifiques stations à nénuphars blancs et jaunes. On retrouve sur le site, notamment sur l’étang d’Anglarès, la Châtaigne d'eau (Trapa natans), très rare en Occitanie.

#### Zones naturelles d'intérêt écologique, faunistique et floristique

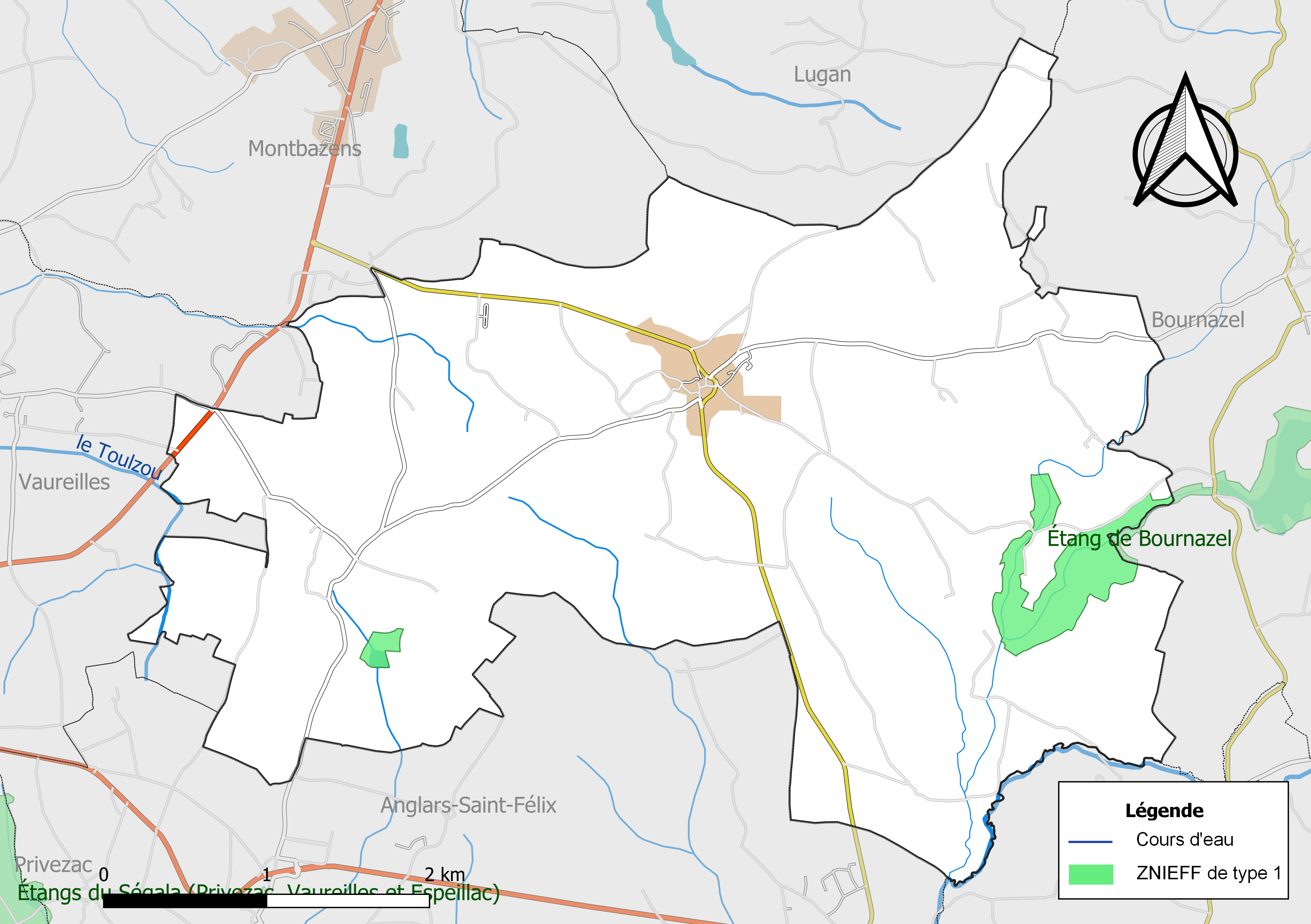
Carte des ZNIEFF de type 1 localisées sur la commune.

L’inventaire des zones naturelles d'intérêt écologique, faunistique et floristique (ZNIEFF) a pour objectif de réaliser une couverture des zones les plus intéressantes sur le plan écologique, essentiellement dans la perspective d’améliorer la connaissance du patrimoine naturel national et de fournir aux différents décideurs un outil d’aide à la prise en compte de l’environnement dans l’aménagement du territoire.
Le territoire communal de Roussennac comprend deux ZNIEFF de type 1,, 
l'« Étang de Bournazel » (77 ha), couvrant 2 communes du département ;
et les « Étangs du ségala (privezac, vaureilles et espeillac) » (78,8 ha), couvrant 4 communes du département

## Urbanisme

### Typologie
Au 1er janvier 2024, Roussennac est catégorisée commune rurale à habitat dispersé, selon la nouvelle grille communale de densité à 7 niveaux définie par l'Insee en 2022.
Elle est située hors unité urbaine. Par ailleurs la commune fait partie de l'aire d'attraction de Rodez, dont elle est une commune de la couronne,. Cette aire, qui regroupe 68 communes, est catégorisée dans les aires de 50 000 à moins de 200 000 habitants,.

### Occupation des sols

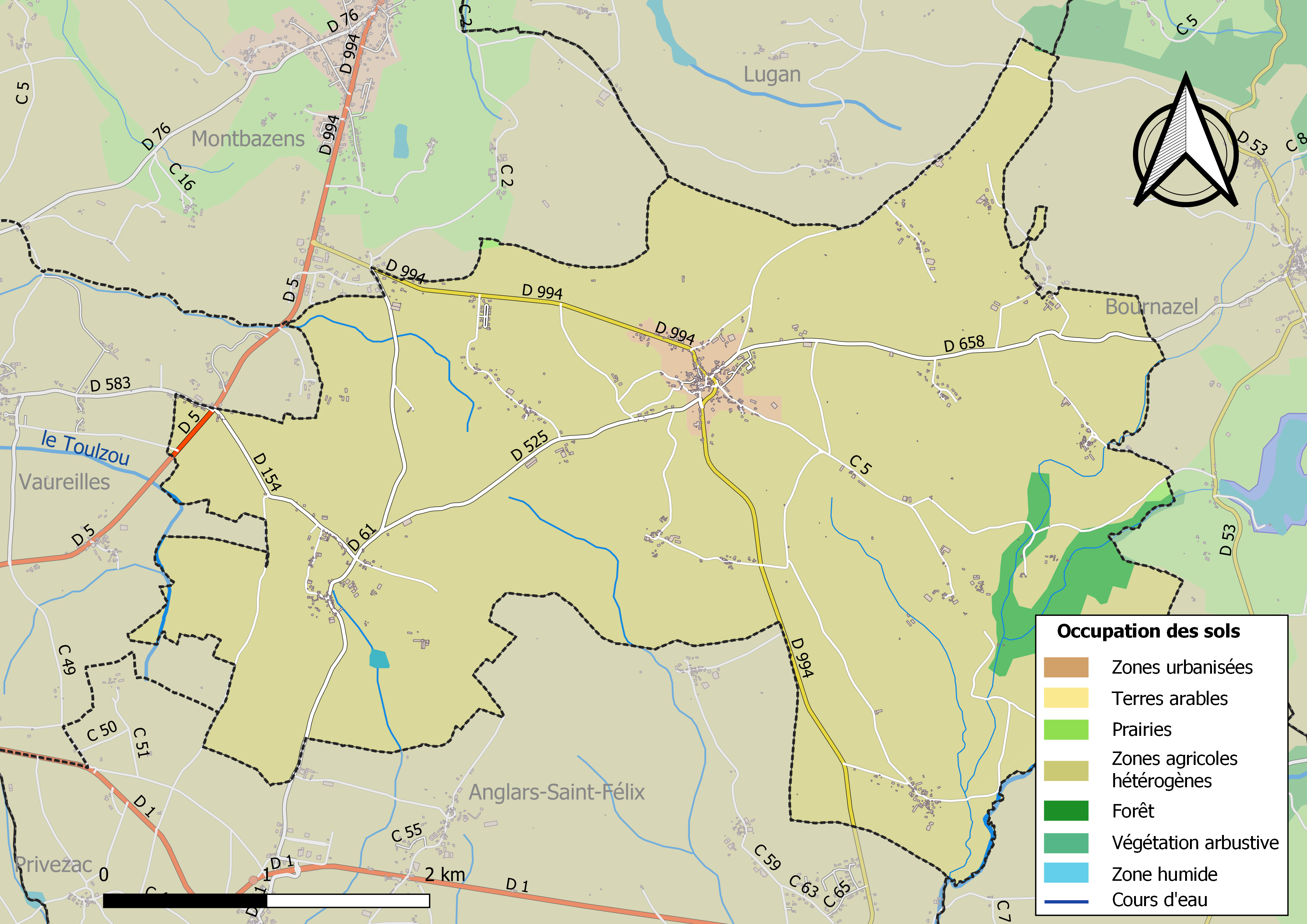
Infrastructures et occupation des sols de la commune de Roussennac.

L'occupation des sols de la commune, telle qu'elle ressort de la base de données européenne d’occupation biophysique des sols Corine Land Cover (CLC), est marquée par l'importance des territoires agricoles (95,4 % en 2018), en diminution par rapport à 1990 (97,1 %). La répartition détaillée en 2018 est la suivante : 
zones agricoles hétérogènes (95,3 %), forêts (2,6 %), zones urbanisées (1,9 %), prairies (0,1 %).

### Planification
La loi SRU du 13 décembre 2000 a incité fortement les communes à se regrouper au sein d’un établissement public, pour déterminer les partis d’aménagement de l’espace au sein d’un SCoT, un document essentiel d’orientation stratégique des politiques publiques à une grande échelle. La commune est dans le territoire du SCoT du Centre Ouest Aveyron  approuvé en février 2020. La structure porteuse est le Pôle d'équilibre territorial et rural Centre Ouest Aveyron, qui associe neuf EPCI, notamment la communauté de communes du Plateau de Montbazens, dont la commune est membre.
La commune disposait en 2017 d'une carte communale approuvée et un plan local d'urbanisme était en élaboration.

### Risques majeurs
Le territoire de la commune de Roussennac est vulnérable à différents aléas naturels : climatiques (hiver exceptionnel ou canicule), feux de forêts et séisme (sismicité très faible).
Il est également exposé à un risque technologique, le transport de matières dangereuses, et à un risque particulier, le risque radon,.

#### Risques naturels
Le Plan départemental de protection des forêts contre les incendies découpe le département de l’Aveyron en sept « bassins de risque » et définit une sensibilité des communes à l’aléa feux de forêt (de faible à très forte). La commune est classée en sensibilité faible.
Les mouvements de terrains susceptibles de se produire sur la commune sont soit des mouvements liés au retrait-gonflement des argiles, soit des effondrements liés à des cavités souterraines. Le phénomène de retrait-gonflement des argiles est la conséquence d'un changement d'humidité des sols argileux. Les argiles sont capables de fixer l'eau disponible mais aussi de la perdre en se rétractant en cas de sécheresse. Ce phénomène peut provoquer des dégâts très importants sur les constructions (fissures, déformations des ouvertures) pouvant rendre inhabitables certains locaux. La carte de zonage de cet aléa peut être consultée sur le site de l'observatoire national des risques naturels Géorisques. Une autre carte permet de prendre connaissance des cavités souterraines localisées sur la commune,.

#### Risques technologiques
Le risque de transport de matières dangereuses sur la commune est lié à sa traversée par une route à fort trafic et une canalisation de transport de gaz. Un accident se produisant sur de telles infrastructures est en effet susceptible d’avoir des effets graves au bâti ou aux personnes jusqu’à 350 m, selon la nature du matériau transporté. Des dispositions d’urbanisme peuvent être préconisées en conséquence.

#### Risque particulier
Dans plusieurs parties du territoire national, le radon, accumulé dans certains logements ou autres locaux, peut constituer une source significative d’exposition de la population aux rayonnements ionisants. Toutes les communes du département sont concernées par le risque radon à un niveau plus ou moins élevé. Selon le dossier départemental des risques majeurs du département établi en 2013, la commune de Roussennac est classée à risque moyen à élevé. Un décret du 4 juin 2018 a modifié la terminologie du zonage définie dans le code de la santé publique et a été complété par un arrêté du 27 juin 2018 portant délimitation des zones à potentiel radon du territoire français. La commune est désormais en zone 3, à savoir zone à potentiel radon significatif.

## Histoire
De 1793 à 1801, la commune de Roussennac a porté le nom de Roussennai. En occitan, on la nomme Rocennac.
Pendant la période du 6 au 10 novembre 1982, Roussennac a été traversée par une grosse tempête.

## Politique et administration

### Découpage territorial
La commune de Roussennac est membre de la communauté de communes du Plateau de Montbazens, un établissement public de coopération intercommunale (EPCI) à fiscalité propre créé le 31 décembre 1996 dont le siège est à Montbazens. Ce dernier est par ailleurs membre d'autres groupements intercommunaux.
Sur le plan administratif, elle est rattachée à l'arrondissement de Villefranche-de-Rouergue, au département de l'Aveyron et à la région Occitanie. Sur le plan électoral, elle dépend du  canton de Lot et Montbazinois pour l'élection des conseillers départementaux, depuis le redécoupage cantonal de 2014 entré en vigueur en 2015, et de la deuxième circonscription de l'Aveyron  pour les élections législatives, depuis le dernier découpage électoral de 2010.

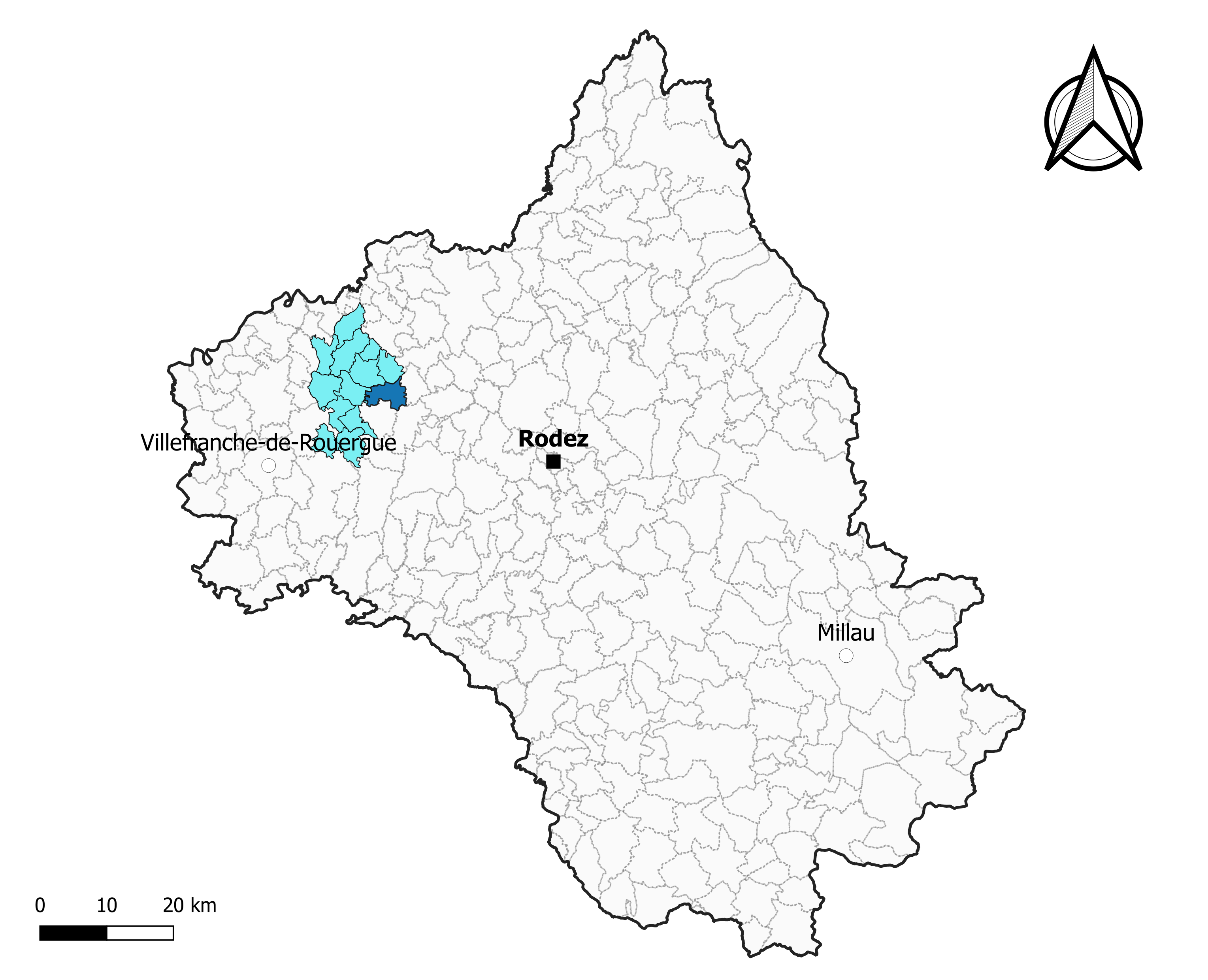
Roussennac dans l'intercommunalité en 2020.
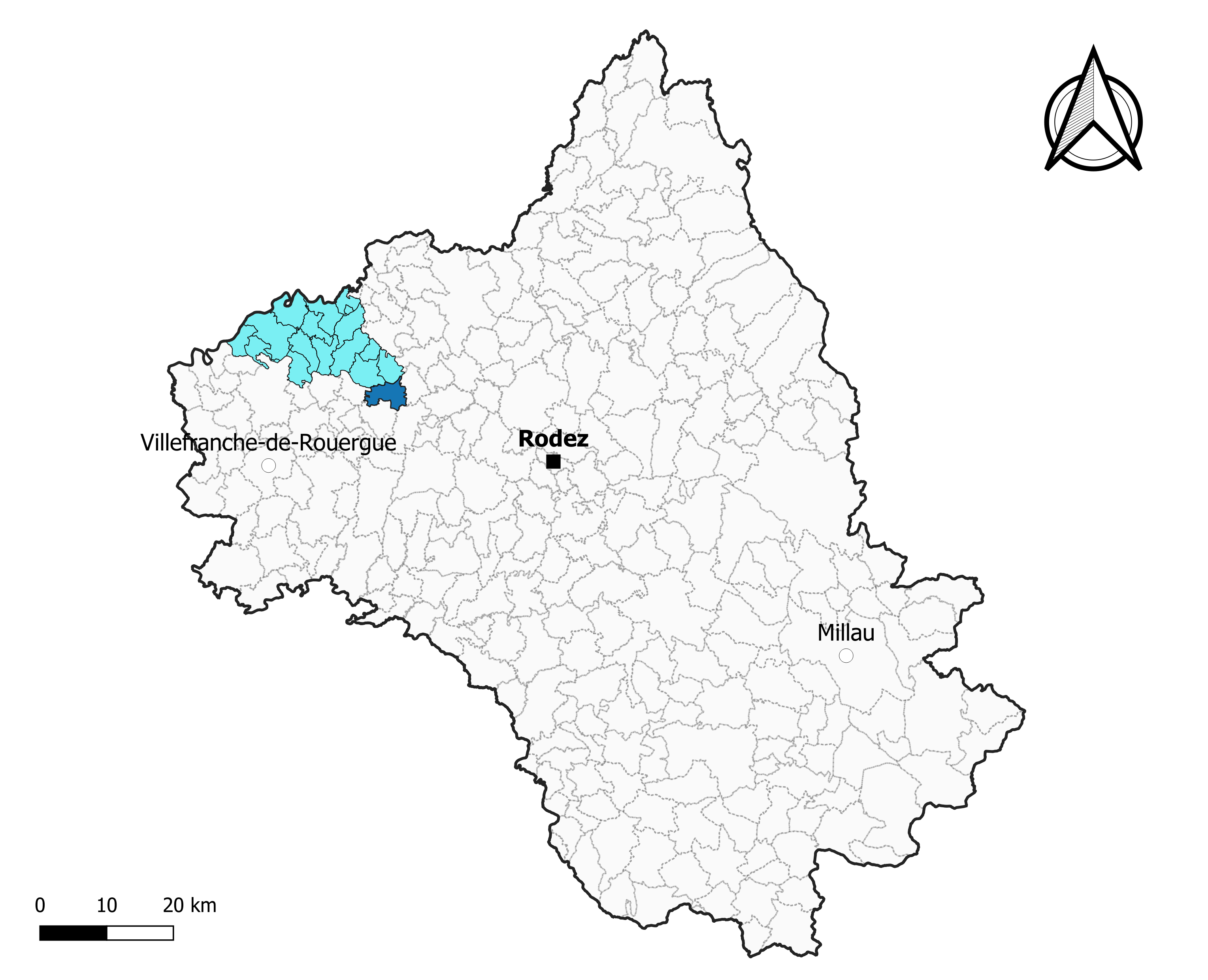
Roussennac dans le canton de Lot et Montbazinois en 2020.
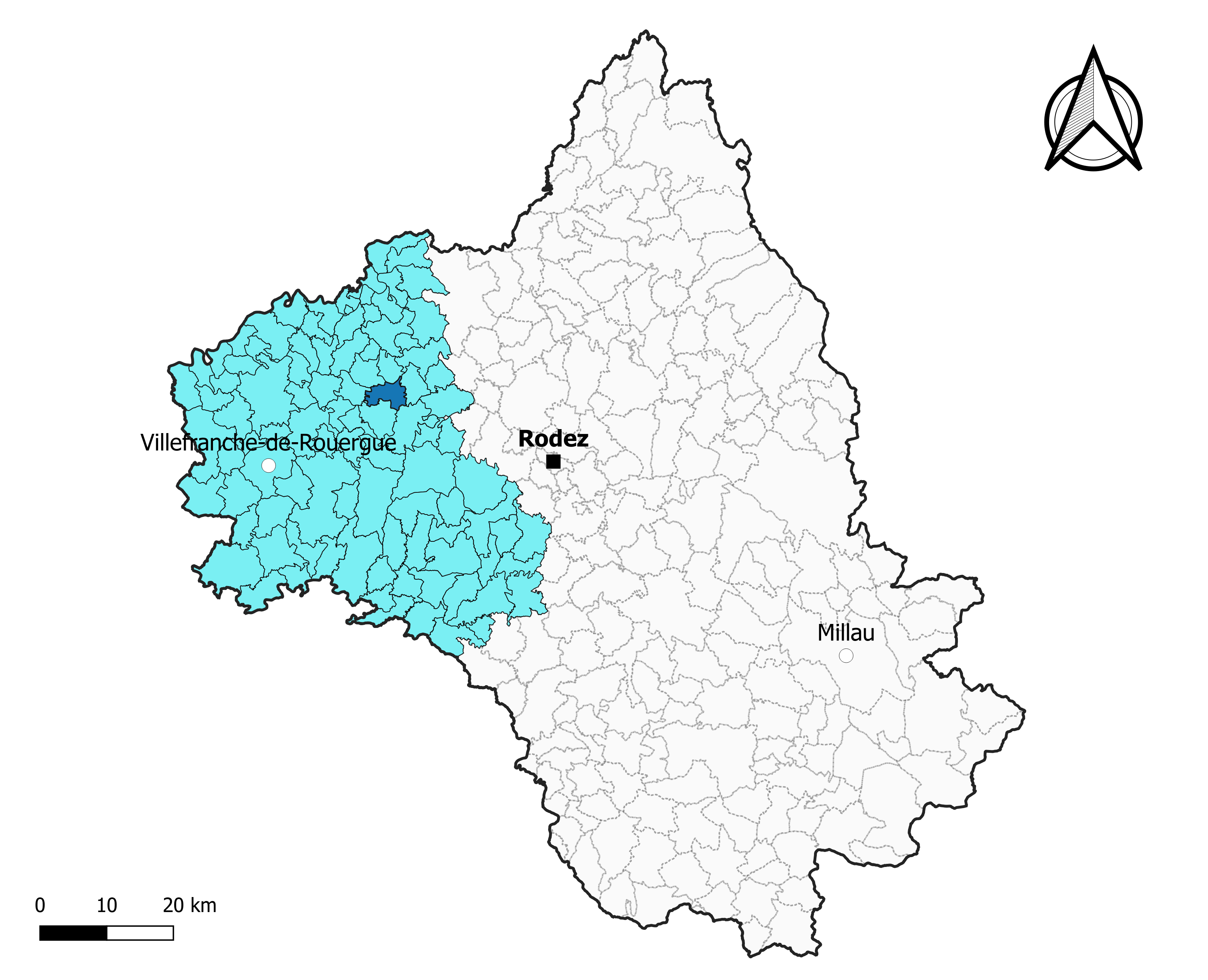
Roussennac dans l'arrondissement de Villefranche-de-Rouergue en 2020.

### Élections municipales et communautaires

#### Élections de 2020
Le conseil municipal de Roussennac, commune de moins de 1 000 habitants, est élu au scrutin majoritaire plurinominal à deux tours avec candidatures isolées ou groupées et possibilité de panachage. Compte tenu de la population communale, le nombre de sièges à pourvoir lors des élections municipales de 2020 est de 15. La totalité des quinze candidats en lice est élue dès le premier tour, le 15 mars 2020, avec un taux de participation de 70,02 %.
Sébastien Cayssials est élu nouveau maire de la commune le 26 mai 2020.
Dans les communes de moins de 1 000 habitants, les conseillers communautaires sont désignés parmi les conseillers municipaux élus en suivant l’ordre du tableau (maire, adjoints puis conseillers municipaux) et dans la limite du nombre de sièges attribués à la commune au sein du conseil communautaire. Deux sièges sont attribués à la commune au sein de la communauté de communes du Plateau de Montbazens.

#### Liste des maires
| Période                                  | Période   | Identité             | Étiquette | Qualité                                          |
| ---------------------------------------- | --------- | -------------------- | --------- | ------------------------------------------------ |
| avant 1988                               | ?         | Claude Birot         |           |                                                  |
| 1998                                     | juin 2002 | Maurice Poujol       |           | Commerçant                                       |
| 2002                                     | mai 2020  | Guy Flottes          |           | Professeur du secondaire et technique            |
| mai 2020                                 | en cours  | Sébastien Cayssials, |           | Professeur des écoles ou instituteur ou assimilé |
| Les données manquantes sont à compléter. |           |                      |           |                                                  |

### Enseignement
Bien que Roussennac fasse partie du Plateau de Montbazens, son école est regroupée en RPI avec celle de Bournazel, faisant partie de la Communauté de communes du Pays Rignacois.

## Démographie
L'évolution du nombre d'habitants est connue à travers les recensements de la population effectués dans la commune depuis 1793. Pour les communes de moins de 10 000 habitants, une enquête de recensement portant sur toute la population est réalisée tous les cinq ans, les populations de référence des années intermédiaires étant quant à elles estimées par interpolation ou extrapolation. Pour la commune, le premier recensement exhaustif entrant dans le cadre du nouveau dispositif a été réalisé en 2006.

En 2022, la commune comptait 618 habitants, en évolution de −0,8 % par rapport à 2016 (Aveyron : +0,37 %, France hors Mayotte : +2,11 %).
| 1793 | 1800 | 1846 | 1851 | 1856 | 1861 | 1866 | 1872 | 1876 |
| ---- | ---- | ---- | ---- | ---- | ---- | ---- | ---- | ---- |
| 420  | 701  | 914  | 946  | 861  | 851  | 833  | 808  | 780  |

| 1881 | 1886 | 1891 | 1896 | 1901 | 1906 | 1911 | 1921 | 1926 |
| ---- | ---- | ---- | ---- | ---- | ---- | ---- | ---- | ---- |
| 817  | 851  | 742  | 703  | 660  | 656  | 658  | 606  | 575  |

| 1931 | 1936 | 1946 | 1954 | 1962 | 1968 | 1975 | 1982 | 1990 |
| ---- | ---- | ---- | ---- | ---- | ---- | ---- | ---- | ---- |
| 569  | 579  | 533  | 477  | 446  | 426  | 409  | 414  | 427  |

| 1999 | 2006 | 2011 | 2016 | 2021 | 2022 | - | - | - |
| ---- | ---- | ---- | ---- | ---- | ---- | - | - | - |
| 429  | 485  | 529  | 623  | 624  | 618  | - | - | - |

## Économie

### Revenus
En 2018  (données Insee publiées en septembre 2021), la commune compte 241 ménages fiscaux, regroupant 623 personnes. La médiane du revenu disponible par unité de consommation est de 21 890 € (20 640 € dans le département).

### Emploi
| Division       | 2008  | 2013  | 2018  |
| -------------- | ----- | ----- | ----- |
| Commune        | 2,4 % | 3 %   | 5,2 % |
| Département    | 5,4 % | 7,1 % | 7,1 % |
| France entière | 8,3 % | 10 %  | 10 %  |

En 2018, la population âgée de 15 à 64 ans s'élève à 372 personnes, parmi lesquelles on compte 79,8 % d'actifs (74,7 % ayant un emploi et 5,2 % de chômeurs) et 20,2 % d'inactifs,. Depuis 2008, le taux de chômage communal (au sens du recensement) des 15-64 ans est inférieur à celui de la France et du département.
La commune fait partie de la couronne de l'aire d'attraction de Rodez, du fait qu'au moins 15 % des actifs travaillent dans le pôle,. Elle compte 74 emplois en 2018, contre 91 en 2013 et 79 en 2008. Le nombre d'actifs ayant un emploi résidant dans la commune est de 278, soit un indicateur de concentration d'emploi de 26,6 % et un taux d'activité parmi les 15 ans ou plus de 60,8 %.
Sur ces 278 actifs de 15 ans ou plus ayant un emploi, 64 travaillent dans la commune, soit 23 % des habitants. Pour se rendre au travail, 85,4 % des habitants utilisent un véhicule personnel ou de fonction à quatre roues, 0,4 % les transports en commun, 4,8 % s'y rendent en deux-roues, à vélo ou à pied et 9,5 % n'ont pas besoin de transport (travail au domicile).

### Activités hors agriculture
37 établissements sont implantés  à Roussennac au 31 décembre 2019. Le tableau ci-dessous en détaille le nombre par secteur d'activité et compare les ratios avec ceux du département,.
| Secteur d'activité                                                                                        | Commune | Commune | Département |
| Secteur d'activité                                                                                        | Nombre  | %       | %           |
| --- | ------- | ------- | ----------- |
| Ensemble                                                                                                  | 37      |         |             |
| Industrie manufacturière, industries extractives et autres                                                | 14      | 37,8 %  | (17,7 %)    |
| Construction                                                                                              | 5       | 13,5 %  | (13 %)      |
| Commerce de gros et de détail, transports, hébergement et restauration                                    | 7       | 18,9 %  | (27,5 %)    |
| Activités financières et d'assurance                                                                      | 1       | 2,7 %   | (3,4 %)     |
| Activités immobilières                                                                                    | 1       | 2,7 %   | (4,2 %)     |
| Activités spécialisées, scientifiques et techniques et activités de services administratifs et de soutien | 5       | 13,5 %  | (12,4 %)    |
| Administration publique, enseignement, santé humaine et action sociale                                    | 2       | 5,4 %   | (12,7 %)    |
| Autres activités de services                                                                              | 2       | 5,4 %   | (7,8 %)     |

Le secteur de l'industrie manufacturière, des industries extractives et autres est prépondérant sur la commune puisqu'il représente 37,8 % du nombre total d'établissements de la commune (14 sur les 37 entreprises implantées  à Roussennac), contre 17,7 % au niveau départemental.

### Agriculture
La commune est dans le Segala, une petite région agricole occupant l'ouest du département de l'Aveyron. En 2020, l'orientation technico-économique de l'agriculture  sur la commune est l'élevage bovin, orientation mixte lait et viande.
|               | 1988  | 2000  | 2010  | 2020  |
| ------------- | ----- | ----- | ----- | ----- |
| Exploitations | 57    | 44    | 43    | 31    |
| SAU (ha)      | 1 349 | 1 388 | 1 407 | 1 375 |

Le nombre d'exploitations agricoles en activité et ayant leur siège dans la commune est passé de 57 lors du recensement agricole de 1988  à 44 en 2000 puis à 43 en 2010 et enfin à 31 en 2020, soit une baisse de 46 % en 32 ans. Le même mouvement est observé à l'échelle du département qui a perdu pendant cette période 51 % de ses exploitations,. La surface agricole utilisée sur la commune a quant à elle augmenté, passant de 1 349 ha en 1988 à 1 375 ha en 2020. Parallèlement la surface agricole utilisée moyenne par exploitation a augmenté, passant de 24 à 44 ha.

## Culture locale et patrimoine

### Lieux et monuments
- Roussennac détient une bibliothèque inaugurée le 1er décembre 1999.
- La commune possède comme monuments un lavoir et le Moulin de Lagarrigue.
- Église Saint-Eutrope de Roussennac.
- Chapelle Sainte-Madeleine d'Espeillac.

### Personnalités liées à la commune
- Pierre Julien Cavalerie, missionnaire et important collecteur botanique, né le 4 janvier 1869 à Roussennac et mort le 31 décembre 1927 à Kunming, Chine.